# トーマス・クラフト
トーマス・クラフト（Thomas Kraft, 1988年7月22日 - ）は、西ドイツ・ラインラント・プファルツ州キルヒェン出身の元サッカー選手。ポジションはゴールキーパー。

## 来歴

### クラブ
2004年7月1日にバイエルン・ミュンヘンへと加入した。世界的名手であるオリバー・カーンが引退した2008年にリザーブチームから昇格したが、その後もハンス＝イェルク・ブット、ミヒャエル・レンジングに次ぐ第3GKに甘んじ出場機会に恵まれなかった。
2010-11シーズンにルイス・ファン・ハール監督に認められ、2010年8月7日のDFLスーパーカップ・シャルケ04戦でトップチームデビューを果たし、好セーブを連発。優勝に貢献した。11月23日のチャンピオンズリーグ、ASローマ戦で欧州デビューを果たした。2011年1月15日のVfLヴォルフスブルク戦では待望のブンデスリーガデビューを果たした。その後はレンジンクが1.FCケルンに移籍したこともあってベテランのブットとポジションを分け合った。
2011-12シーズンはシャルケ04からマヌエル・ノイアーが加入したことで出場機会減少が見込まれたため、5月9日に1部復帰を果たしたヘルタ・ベルリンへ移籍した。移籍後はマイケル・アーツからポジションを奪いすんなりと正GKに定着したが、チームは終盤戦に失速して16位に終わり、入れ替え戦に回った。2012年5月15日、ブンデスリーガ昇格・降格プレーオフ、フォルトゥナ・デュッセルドルフ戦のセカンドレグで発生した乱闘に関与したとしてドイツサッカー連盟から5試合の出場停止処分を受けた。結局入れ替え戦でも敗れ、2部に降格となった。

## タイトル

### クラブ
バイエルン・ミュンヘン
- ブンデスリーガ: 1 (2009-10)
- DFBポカール: 1 (2009-10)
- UEFAチャンピオンズリーグ 2009-10 準優勝

### 代表
- ドイツAユース (2006、2007) 準優勝